# KBC Duisburg
De KBC Duisburg (vroeger Kaßlerfelder BC) is een Duitse voetbalvereniging uit Duisburg, Noordrijn-Westfalen. De club is bekend van hun voormalige vrouwenteam dat het Duitse Kampioenschap in 1985 en de DFB-Pokal in 1983 won. 
Het mannenteam speelt in 2019/2020 in de Kreisliga C groep 2 op het tiende niveau in Niederrhein.